# سیارک ۸۶۶۵
سیارک ۸۶۶۵ (به انگلیسی: 8665 Daun-Eifel، نامگذاری:1991GA9) هشت هزار و ششصد و شصت و پنجمین سیارک کشف شده‌است که در ۸ آوریل ۱۹۹۱ کشف شد.
قدر مطلق سیارک برابر ۱۷.۰ است.